# フルーツ・フール
フルーツ・フール(英語: Fruit fool)あるいはフール(英語: Fool)とは、イングランドのデザート。
伝統的には、フルーツ・フールはピューレ状になるまで煮込んだ果物(特にグズベリー)をカスタードクリームに混ぜ込んで作られる。現在ではカスタードクリームの代わりにホイップクリームでしばしば代用され、またバラ水のような香味料を使用することもある。

## 作り方
この節ではイチゴのフールの簡単な作り方を説明する。全般的に、フールは手の込んだ調理を必要としない比較的簡単な料理であり、調理には1時間要する。なお、冷やして食べるには2時間かかる。
主に必要な材料はイチゴ・ダブルクリーム・レモン・アイシングである。
1. まずはイチゴのヘタを取り除き、ゴツゴツしたピューレ状になるまでポテト・スマッシャーでかき混ぜる。この時、ピューレの水分が多すぎる場合は取り除くと良い。(フールが水っぽくなるのを防ぐため)
2. 次に、ダブルクリームをかき混ぜる。攪拌機をクリームから離した際に、クリームに角が立つぐらいの柔らかさにするのがポイントである。
3. 次に、先程潰したイチゴを泡立てたクリームに投入し、スプーンでかき混ぜる。この際、いちごが満遍なくクリームに行き渡るまでかき混ぜる。ここにレモン汁を少々加え、味を整える。
4. 最後に、アイシング(砂糖)を加え、好みの味になるまで加えて混ぜる。しっかり混ぜれば出来上がりである。

## 歴史
フールの起源は14世紀頃まで遡ることができる。しかし「フール」という名前自身は、1598年、クラウテッドクリームから作られたデザートとして初めて言及されたとされる。最も初期のフールのレシピは17世紀中盤に登場する.。そもそもなぜこの果物のお菓子の名前に「フール(fool)」という語が用いられたのかは詳しくわかっていない。作家の中には、フランス語の動詞fouler ( 砕く、潰す、の意味)が名前の由来であろうと推測する者もいるが、この推測は無根拠でかつてのこの語の用いられ方と矛盾しているとして、オックスフォード英語辞典はこの推測を否定している 。またトライフルという名前も、このお菓子のことを指す単語であると考えられている.。

## 派生系

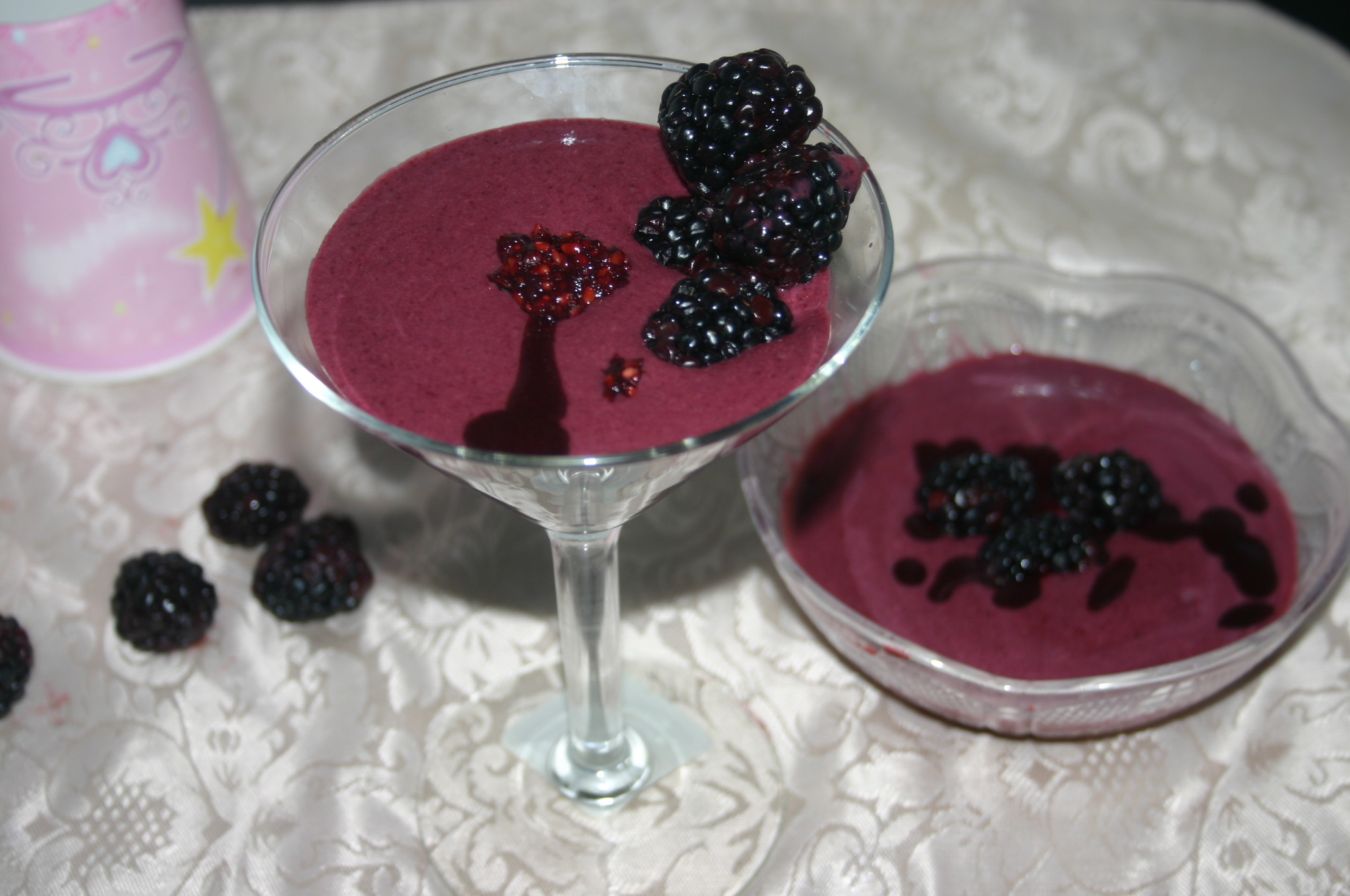
ブラックベリーのフール

元来、フルーツ・フールの原材料となる果物はグズベリーであったが、初期のレシピには他の果物で作る方法も記載されていた。他の果物とは、リンゴ・イチゴ・ルバーブ・ラズベリーなどである。現在では、手軽に手に入る季節の果物を使う場合も多い。

## 外部コンテンツ
- “BBC・グッドフード（英語版）による『イチゴのフール』の作り方紹介ページ”. 2022年3月25日閲覧。